# El enemigo
El enemigo é uma telenovela mexicana, produzida pela Televisa e exibida pelo El Canal de las Estrellas entre 20 de junho e 31 de outubro de 1979.
Foi uma mini telenovela semanal exibida nas quartas feiras às 17:30.

## Elenco
- Daniela Romo
- Jorge Vargas
- Lorena Velázquez
- Freddy Fernández
- Oscar Servin